# E691号線
E691号線(E691ごうせん、英: European route E691) はアルメニアのアシュタラクから、ジョージアを経由しトルコのホラサンを結ぶ、欧州自動車道路のBクラス幹線道路。

## 経路
- アルメニア
  - アシュタラク
  - ギュムリ
  - Ashotsk
- ジョージア
  - Vale
- トルコ
  - Türkgözü
  - Posof
  - カルス
  - ホラサン